# Окна Отуско
Окна Отуско (исп. Ventanillas de Otuzco) — археологический памятник в Перу, в регионе Кахамарка, провинция Кахамарка. Представляет собой древний некрополь, вырубленный в скалах. Поскольку некрополь был разграблен несколько столетий назад, определить его культурную принадлежность непросто, чаще всего археологи относят его к местной доинкской культуре Кахамарка.